# Gert Meyer (Politikwissenschaftler)
Gert Meyer (* 25. Juni 1943) ist ein deutscher Politikwissenschaftler und Historiker.
Gert Meyer studierte an den Universitäten Frankfurt am Main und Marburg Politikwissenschaft, Geschichte und Geographie. Er wurde 1971 an der Universität Marburg promoviert. Er arbeitet vor allem zur Geschichte und zum politischen System der Sowjetunion und Russlands im 20. Jahrhundert. Meyer wurde Dozent im Institut für wissenschaftliche Politik und war Lehrbeauftragter an der Universität Marburg.

## Schriften (Auswahl)
- Die Beziehungen zwischen Stadt und Land in Sowjetrußland zu Beginn der Neuen Ökonomischen Politik. Das Problem der Smyčka 1921–1923. Marburg 1971.
- Industrialisierung, Arbeiterklasse, Stalinherrschaft in der UdSSR. In: Das Argument. 106, 1976, 107, 1977 und 108, 1977.
- Sozialstruktur sowjetischer Industriearbeiter Ende der zwanziger Jahre. Ergebnisse der Gewerkschaftsumfrage unter Metall-, Textil- und Bergarbeitern 1929. Marburg 1981.
- (Hrsg.): Das politische und gesellschaftliche System der UdSSR. Köln 1985.
- (Hrsg.): Sowjetunion zu neuen Ufern? Dokumente und Materialien des 27. Parteitag der KPdSU März ’86. Düsseldorf 1986.
- (Hrsg.): Nationalitätenkonflikte in der Sowjetunion. Köln 1990.